# Fiebre pappataci

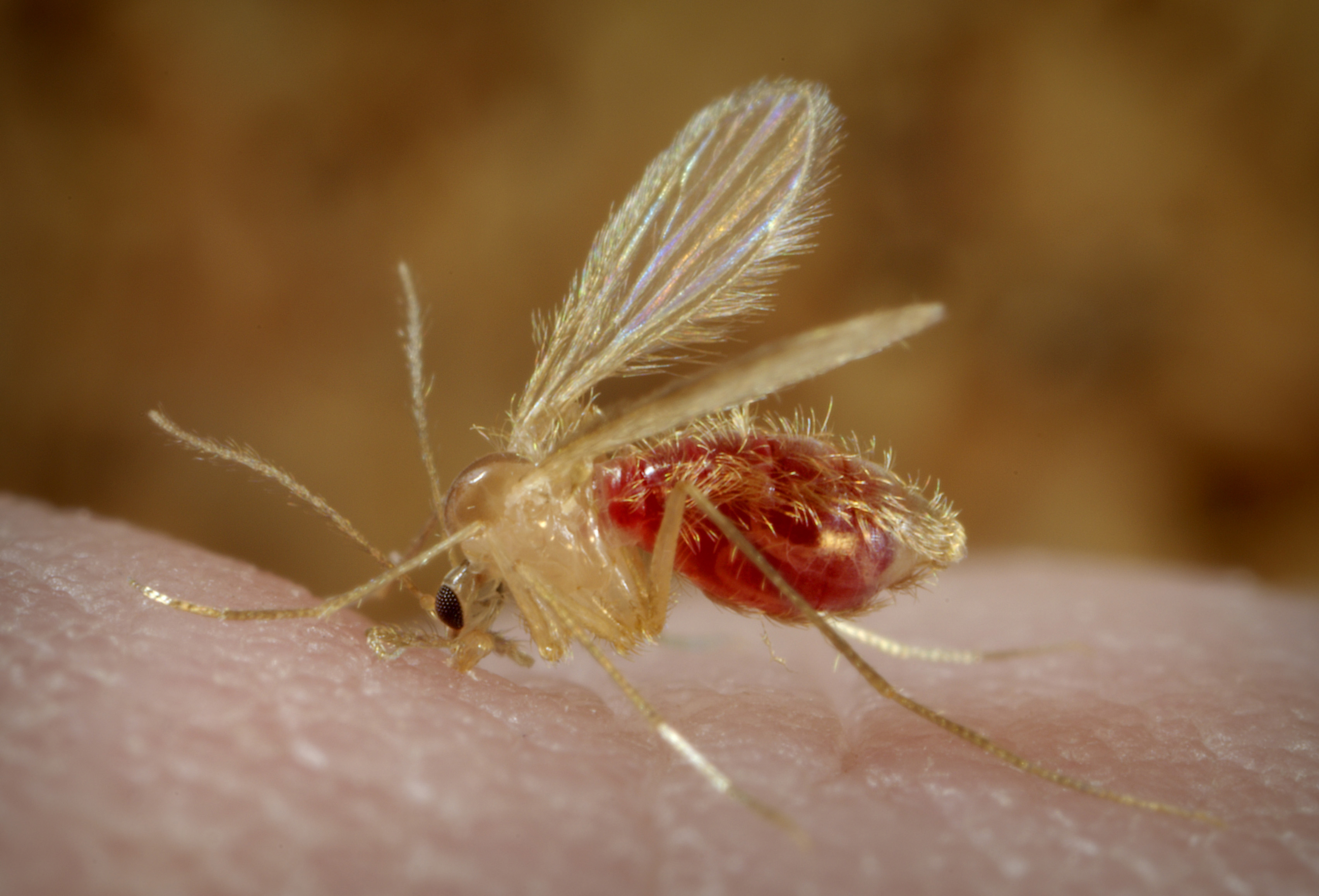
Phlebotomus papatasi picando un humano.

La fiebre pappataci (del italiano, pappataci, pequeño mosquito) es una enfermedad en humanos causada por Phlebovirus (un arbovirus) que se transmite por mosquitos de la familia Psychodidae ("sandflies"), género Phlebotumus. Se distribuye en regiones subtropicales del Hemisferio Este, desde el sur de Europa hasta India.
Los tres serotipos de Phlebovirus que causan la enfermedad son: virus Naples, virus Sicilian y virus Toscana. Las 3 especies de mosquitos que se conoce que los transmiten son Phlebotomus papatasi, Phlebotomus perniciosus y Phlebotomus perfiliewi.
El mosquito se infecta de un humano contagiado en período de ventana (desde 48 horas antes de la aparición de la fiebre hasta 24 horas después) y queda infectada de por vida, pudiéndosela transmitir a su progenie.
La enfermedad aparece unos días después de la picadura y se caracteriza por fiebre, cansancio, distrés abdominal y temblores, entre otros síntomas. El tratamiento es sintomático, y se recomienda el uso de insecticidas para su prevención.
Se puede identificar el virus por ensayos basados en serología o por técnicas de pcr disponibles en ciertos laboratorios.

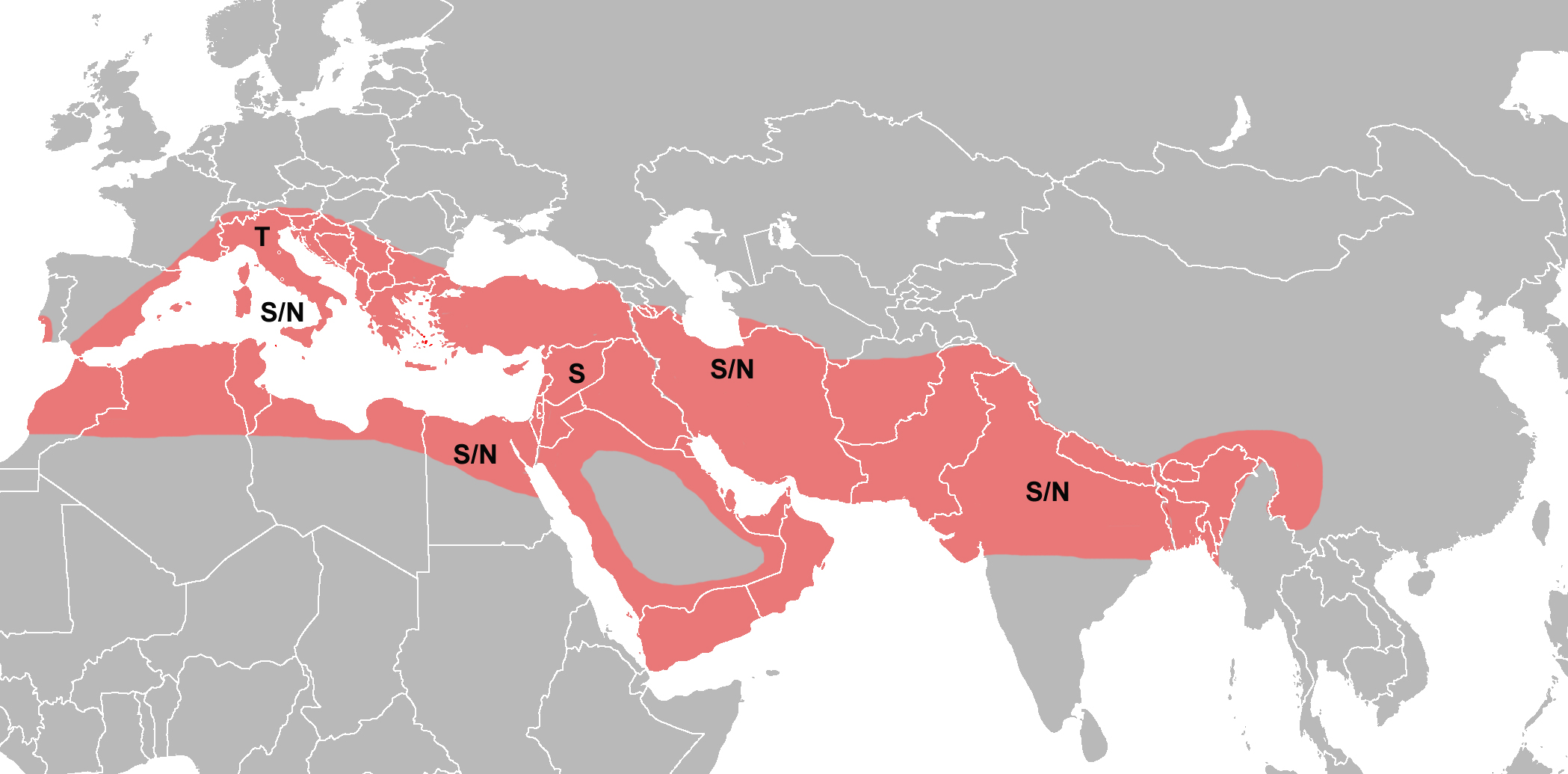
Distribución de fiebre papatasi por serotipo de flevovirus: T, Toscana, S, Siciliano; N, Naples.